# Probo (cónsul 502)

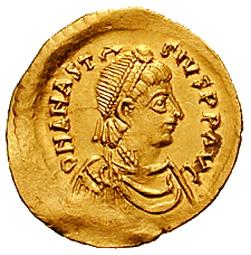
Semissis de Anastasio I, tío de Probo.

Flavio Probo (griego: Πρόβος; fl. 502–542) fue un político del Imperio romano de Oriente, cónsul en 502 y pariente del emperador Anastasio I.

## Biografía
Probo era sobrino del emperador romano oriental Anastasio I y primo de Hipacio y Pompeyo; probablemente era hijo de Paulo (cónsul en 496) y de su esposa Magna. Según algunos estudios prosopográficos recientes, podría haberse casado con una hija de Sabiniano, cónsul en 505, y pudo haber tenido a Sabiniano Pompeyo Anastasio, cónsul en 517.
Era monofisita y amigo del monje Severo de Antioquía (que más tarde se convertiría en patriarca de Antioquía), a quien Probo presentó a Anastasio cuando el primero fue a Constantinopla, alrededor de 508.
En el 502 fue nombrado cónsul por la corte oriental. En el 519, durante la investigación en torno a Pedro de Apamea, fue aclamado junto con Hipacio.
En 526 (cuando probablemente había sido designado para el alto cargo de magister militum, seguramente ya un patricius) Probo fue enviado por el emperador Justino I como embajador ante los hunos; el emperador le dio dinero para contratar mercenarios hunos para defender la región ibérica de los persas, pero Probo dio el dinero, con el consentimiento de Justino, a los misioneros que trabajaban entre los hunos.
En 528 fue acusado de calumniar al emperador Justiniano I; llevado a juicio ante el consistorio, el emperador rompió la documentación y perdonó a Probo.
En enero de 532, Justiniano se enfrentó a un peligroso levantamiento, conocido en la historia como la revuelta de Nika. Los rebeldes necesitaban un candidato al trono que se opusiera a Justiniano, y Probo creyó que, como sobrino de Anastasio, el pueblo podría elegirlo a él o a uno de sus primos, y por esta razón se retiró en secreto de Constantinopla. Los rebeldes fueron a su casa, cerca del puerto de Juliano, y al no encontrarlo allí, la quemaron; luego aclamaron emperador a Hipacio. Después de sofocar la revuelta, Justiniano ejecutó a Hipacio y desterró a Probo, confiscando sus propiedades, pero al año siguiente cambió de opinión y llamó a Probo, devolviéndole lo que le había quitado.
Probo aún vivía en el año 542, cuando arrendó una de sus casas a Juan de Éfeso.